# مانغيونغدي
مانغيونغدي هي حي سكني في مديرية مانغيونغدي-غويوك في بيونغيانغ عاصمة كوريا الشمالية.
الدعاية في كوريا الشمالية تدعي أن مانغيونغدي هي مسقط رأس الزعيم الكوري الشمالي الراحل كيم إل سونغ، بينما هو في مذكراته [الإنجليزية] ذكر أنه ولد قرب حي تشيلغول [الإنجليزية]. عاش كم هيونغ جك (والد كيم إل سونغ) ونشأ في مانغيونغدي، وقصى كيم إل سونغ فيها طفولته.